# Bob Benson
Robert William „Bob“ Benson (* 9. Februar 1883 in Whitehaven; † 19. Februar 1916 in London) war ein englischer Fußballspieler. Der Verteidiger, der 1913 sein einziges Länderspiel für die englische Nationalmannschaft bestritt, erlangte dadurch größere Bekanntheit, dass er unmittelbar aufgrund von körperlichen Anstrengungen während eines offiziellen Fußballspiels verstarb.
Der in der nordwestenglischen Küstenstadt Whitehaven geborene Bob Benson begann seine Profilaufbahn bei Newcastle United, kam dort aber nach seinem Debüt am 7. März 1903 zu keinem weiteren Einsatz mehr. Es zog ihn daraufhin in den Süden, wo er zwei Spielzeiten für den FC Southampton in der Southern League absolvierte, bevor er 1905 wieder in die Football League zurückkehrte, um fortan für Sheffield United zu agieren. In Sheffield wurde Benson auch zum Nationalspieler und bestritt als Linksverteidiger am 15. Februar 1913 eine Partie gegen Irland, die mit 1:2 verloren ging. Zuvor hatte er bereits in einer Auswahlmannschaft des Ligaverbands gestanden, die 1910 eine Tournee durch Südafrika durchgeführt hatte.
Nach 283 Pflichtspielen und 21 Toren für Sheffield United wechselte Benson im November 1913 zu Woolwich Arsenal. Der Verein war gerade in das neue Highbury-Stadion umgezogen und am 29. November 1913 feierte der Neu-Londoner Benson gegen Bristol City seinen Einstand. Über zwei Jahre hinweg kam Benson auf 52 Ligaeinsätze, wobei er zumeist auf der Verteidigerposition spielte. Später wurde er als Mittelstürmer aufgeboten und in dieser Rolle erzielte Benson sieben Tore für die Mannschaft, die zu dieser Zeit in der zweiten Liga spielte und 1915 um den Aufstieg kämpfte – der fünfte Platz sollte nach dem Ende des Ersten Weltkriegs letztlich ausreichend für die Rückkehr in die First Division sein.
Der Spielbetrieb in der Football League wurde 1915 aufgrund der Kampfhandlungen ausgesetzt und Benson beendete seine aktive Laufbahn, um hauptberuflich in der Munitionsfabrik Royal Arsenal in Woolwich zu arbeiten. Die Verbindung zu seinem Klub riss jedoch nicht ab und so besuchte er am 19. Februar 1916 ein Spiel seines Klubs gegen den FC Reading in der London Combination, die als regionale Spielklasse nach dem Kriegsausbruch gegründet worden war. Als sich sein ehemaliger Mannschaftskollege Joe Shaw spieluntauglich meldete, nahm der nicht mehr im Training stehende Benson spontan dessen Platz ein. Benson hatte über ein Jahr kein Spiel mehr bestritten und besaß daher nicht mehr die erforderliche Fitness. In der zweiten Halbzeit brach er zusammen und verstarb unmittelbar danach in der Umkleidekabine. Als Todesursache galt späteren Ermittlungen zufolge ein zerplatztes Blutgefäß. Benson wurde in einem Arsenal-Trikot beerdigt und drei Monate später hielt der Verein ein Benefizspiel gegen eine Auswahl „Rest-Londons“ ab, zu dem 5.000 Zuschauer erschienen und dessen Einnahmen an die Witwe gingen.